# Temporada da Deutsche Tourenwagen Masters de 2010
A Temporada da Deutsche Tourenwagen Masters de 2010 foi a 11.ª temporada desde o retorno da Deutsche Tourenwagen Masters (DTM) em 2000. A série começou em 24 de abril em Hockenheim. Nesta temporada os circuitos da Catalunya e Dijon-Prenois deixaram o calendário e foram incluídos Valencia, Adria e Xangai.
A categoria foi transmitida ao vivo para o Brasil pelo canal de TV por assinatura BandSports e em reprise pelo canal Speed Channel.

## Calendário
| Ronda | Circuito      | Data       | Pole Position   | Piloto vencedor | Equipe vencedora   |
| ----- | ------------- | ---------- | --------------- | --------------- | ------------------ |
| 1     | Hockenheim    | 25/4/2010  | Gary Paffett    | Gary Paffett    | HWA Team           |
| 2     | Ricardo Tormo | 23/5/2010  | Mattias Ekström | Mattias Ekström | Abt Sportsline     |
| 3     | Lausitz       | 6/6/2010   | Paul di Resta   | Bruno Spengler  | HWA Team           |
| 4     | Norisring     | 4/7/2010   | Ralf Schumacher | Jamie Green     | Persson Motorsport |
| 5     | Nürburgring   | 8/8/2010   | Mattias Ekström | Bruno Spengler  | HWA Team           |
| 6     | Zandvoort     | 22/8/2010  | Timo Scheider   | Gary Paffett    | HWA Team           |
| 7     | Brands Hatch  | 5/9/2010   | Paul di Resta   | Paul di Resta   | HWA Team           |
| 8     | Oschersleben  | 19/9/2010  | Paul di Resta   | Paul di Resta   | HWA Team           |
| 9     | Hockenheim    | 17/10/2010 | Timo Scheider   | Paul di Resta   | HWA Team           |
| 10    | Adria         | 31/10/2010 | Gary Paffett    | Timo Scheider   | Abt Sportsline     |
| 11    | Xangai        | 28/11/2010 | Paul di Resta   | Gary Paffett    | HWA Team           |

## Equipes e pilotos
Com o desenvolvimento congelado até 2011, somente poderiam ser usados carros 2008 e 2009.
| Fabricante    | Carro                      | Equipe             | No. | Pilotos           |
| ------------- | -------------------------- | ------------------ | --- | ----------------- |
| Audi          | Audi A4 DTM 2009           | Abt Sportsline     | 1   | Timo Scheider     |
| Audi          | Audi A4 DTM 2009           | Abt Sportsline     | 2   | Oliver Jarvis     |
| Audi          | Audi A4 DTM 2009           | Abt Sportsline     | 5   | Mattias Ekström   |
| Audi          | Audi A4 DTM 2009           | Abt Sportsline     | 6   | Martin Tomczyk    |
| Audi          | Audi A4 DTM 2008           | Abt Sportsline     | 18  | Miguel Molina     |
| Audi          | Audi A4 DTM 2008           | Team Phoenix       | 9   | Alexandre Prémat  |
| Audi          | Audi A4 DTM 2008           | Team Phoenix       | 10  | Mike Rockenfeller |
| Audi          | Audi A4 DTM 2008           | Team Rosberg       | 14  | Markus Winkelhock |
| Audi          | Audi A4 DTM 2008           | Team Rosberg       | 15  | Katherine Legge   |
| Mercedes-Benz | AMG-Mercedes C-Klasse 2009 | HWA Team           | 3   | Gary Paffett      |
| Mercedes-Benz | AMG-Mercedes C-Klasse 2009 | HWA Team           | 4   | Bruno Spengler    |
| Mercedes-Benz | AMG-Mercedes C-Klasse 2009 | HWA Team           | 7   | Paul di Resta     |
| Mercedes-Benz | AMG-Mercedes C-Klasse 2009 | HWA Team           | 8   | Ralf Schumacher   |
| Mercedes-Benz | AMG-Mercedes C-Klasse 2008 | Persson Motorsport | 11  | Jamie Green       |
| Mercedes-Benz | AMG-Mercedes C-Klasse 2008 | Persson Motorsport | 12  | Susie Stoddart    |
| Mercedes-Benz | AMG-Mercedes C-Klasse 2008 | Persson Motorsport | 21  | Congfu Cheng      |
| Mercedes-Benz | AMG-Mercedes C-Klasse 2008 | Mücke Motorsport   | 16  | Maro Engel        |
| Mercedes-Benz | AMG-Mercedes C-Klasse 2008 | Mücke Motorsport   | 17  | David Coulthard   |

## Classificação
| Pos | Piloto            |  | HOC1 | VAL | LAU | NOR | NÜR | ZAN | BRH | OSC | HOC2 | ADR | XAN | Pontos |
| --- | ----------------- |  | ---- | --- | --- | --- | --- | --- | --- | --- | ---- | --- | --- | ------ |
| 1   | Paul di Resta     |  | 5    | 4   | 8   | .   | 8   | 8   | 10  | 10  | 10   | .   | 8   | 71     |
| 2   | Gary Paffett      |  | 10   | 2   | 4   | 3   | 6   | 10  | 4   | 5   | 5    | 8   | 10  | 67     |
| 3   | Bruno Spengler    |  | 8    | 8   | 10  | 6   | 10  | 2   | 8   | 8   | .    | 6   | .   | 66     |
| 4   | Timo Scheider     |  | 2    | 5   | 1   | 4   | 5   | 6   | 6   | .   | 8    | 10  | 6   | 53     |
| 5   | Mattias Ekström   |  | 3    | 10  | .   | 8   | 2   | 5   | .   | 6   | .    | 1   | .   | 35     |
| 6   | Jamie Green       |  | 6    | .   | 6   | 10  | 4   | .   | .   | 2   | 1    | .   | 3   | 32     |
| 7   | Mike Rockenfeller |  | 4    | 3   | 5   | .   | .   | .   | .   | 4   | 6    | .   | .   | 22     |
| 8   | Martin Tomczyk    |  | .    | .   | 3   | 1   | .   | 1   | 2   | 1   | 4    | 3   | 5   | 20     |
| 9   | Oliver Jarvis     |  | .    | .   | .   | 5   | .   | 3   | 3   | .   | 3    | 4   | .   | 18     |
| 10  | Miguel Molina     |  | 1    | 1   | .   | .   | .   | 4   | 5   | .   | .    | .   | 4   | 15     |
| 11  | Alexandre Prémat  |  | .    | 6   | .   | 2   | .   | .   | 1   | 3   | .    | .   | .   | 12     |
| 12  | Markus Winkelhock |  | .    | .   | .   | .   | .   | .   | .   | .   | .    | 5   | 2   | 7      |
| 13  | Susie Stoddart    |  | .    | .   | 2   | .   | .   | .   | .   | .   | 2    | .   | .   | 4      |
| 14  | Ralf Schumacher   |  | .    | .   | .   | .   | 3   | .   | .   | .   | .    | .   | .   | 3      |
| 15  | Maro Engel        |  | .    | .   | .   | .   | 1   | .   | .   | .   | .    | 2   | .   | 3      |
| 16  | David Coulthard   |  | .    | .   | .   | .   | .   | .   | .   | .   | .    | .   | 1   | 1      |